# 皮茨 (喬治亞州)
皮茨（英語：Pitts）是一個位於美國喬治亞州威爾科克斯縣的城市。

## 地理
皮茨的座標為31°56′43″N 83°32′24″W / 31.94528°N 83.54000°W，而該地的平均海拔高度為116米（即381英尺）。

## 人口
根據2010年美國人口普查的數據，皮茨的面積為2.10平方千米，當中陸地面積為2.10平方千米，而水域面積為0.00平方千米。當地共有人口320人，而人口密度為每平方千米152.38人。